# 聖ペテロの磔刑 (レーニ)
『聖ペテロの磔刑』（せいペテロのたっけい、伊: Crocifissione di san Pietro、英: Crucifixion of St Peter）は、17世紀イタリア・バロック期のボローニャ派の巨匠グイド・レーニが1604-1605年ごろ、キャンバス上に油彩で制作した絵画である。ローマのサン・パオロ・アッレ・トレ・フォンターネ教会のためにピエトロ・アルドブランディーニ枢機卿により委嘱された。1787年ごろにローマのクイリナーレ宮殿に移され、1797年のナポレオン戦争中にパリに掠奪されたが、返還後の1819年以来、ローマのバチカン美術館 (絵画館) に所蔵されている。

## 作品
『新約聖書』外典によれば、イエス・キリストの昇天後、キリストの弟子ペテロが迫害を逃れてローマを出ると、キリストと出会った。驚いたペテロは「主よ、どちらに行かれるのですか」と問う。キリストは十字架に架けられるためローマに行くと答えるが、それを聞いたペテロは我に返り、ローマに戻って磔刑に処せられることになる。この時、ペテロは頭を下に逆さまにしてくれといい、十字架に架けられた時、これこそが人間が生れてきた時の姿だといったと伝えられる。
レーニは1601年の終わりまでにローマに到着していた。ローマでは当地の芸術に決定的な影響を与えていたカラヴァッジョが彼の注意を引き、彼はカラヴァッジョに強烈に魅惑されることとなった。本作にはカラヴァッジョの影響が最も強く表れており、カラヴァッジョがローマのサンタ・マリア・デル・ポポロ聖堂 (チェラージ礼拝堂) のために描いた同主題作『聖ペテロの磔刑』に触発されている。

カラヴァッジョ『聖ペテロの磔刑』 (1601年)、サンタ・マリア・デル・ポポロ聖堂 (チェラージ礼拝堂)、ローマ

画面のペテロは、彼が望んだとおりに十字架に逆さまに架けられている。処刑人たちは磔の行為の最終段階の姿で表されている。1人は十字架を支え、もう1人はペテロの脚を縛りつけている。人物たちは、バロック絵画の特徴である強烈な身体性と動きの感覚で表現されている。絵画の構図は光と影の激しい対比、すなわちキアロスクーロの使用により際立っており、それが人物像の三次元性を高め、作品の劇的な性格を高めている。動きの感覚は、身体の筋肉の捩じれと場面に示唆される労力により伝えられている。 感情面では、ペテロが受容と苦難双方を暗示する複雑な表情で自身の運命に身を委ねる瞬間が捉えられている。背景の暗鬱な風景は場面の厳粛な性格を強調している。作品は、制作された当時の宗教的精神と一致する犠牲と献身を表すものとなっている。
カラヴァッジョのレーニへの影響は一時的なものであった。ほどなくして、レーニはカラヴァッジョの影響を脱し、自身の方向性はカラヴァッジョとはまったく反対のものであることを悟った円熟した画家となる。